# Genital Autonomy America
Genital Autonomy America ist eine non-profit Nichtregierungsorganisation mit Sitz in San Anselmo, USA und mit Zentren in anderen Ländern. Sie war gegründet als NOCIRC, ein Akronym aus National Organization of Circumcision Information Resource Centers.
Sie setzt sich seit 1985 gegen die Zirkumzision Minderjähriger ein und gilt als die erste bzw. älteste Graswurzelbewegung dieser Art. Sie wendet sich an politische Gremien, die Öffentlichkeit, Medien sowie an die Eltern von Minderjährigen (Lobbyismus, Öffentlichkeitsarbeit).
Viele Minderjährige wurden bzw. werden ohne medizinische Indikation beschnitten. NOCIRC postuliert ein „Geburtsrecht männlicher, weiblicher und intersexueller Kinder und Babys auf intakte Geschlechtsorgane“ und setzt sich dafür ein; Kinder können sich naturgemäß für ihre Rechte nicht selber einsetzen.
Die Organisation gilt als eine der drei weltweit einflussreichsten Intaktivismus-Organisationen. 'Intaktivismus' ist ein Kofferwort aus 'intakt' und Aktivismus.

## Geschichte
NOCIRC wurde 1985 von Marilyn Milos gegründet; Milos ist bis heute (Stand Mitte 2014) Vorsitzende. NOCIRC war die erste die erste in den ganzen USA agierende NRO, die gegen solche Beschneidungen eintritt. Milos wurde und wird als “mother of the American genital-integrity movement” („Mutter“ der amerikanischen Intakivismus-Bewegung) bezeichnet.
Es gibt über 110 Zentren weltweit, darunter mindestens siebzehn außerhalb der USA. Nach Aussage von Dan Bollinger, Vorsitzender der Zweigstelle in Indiana, hat NOCIRC, zusammen mit ähnlichen Organisationen, zum Rückgang der Säuglingsbeschneidungen in den USA beigetragen.
Sitz von NOCIRC ist San Anselmo, Kalifornien. Sitz von NOCIRC Deutschland ist Langenfeld (Rheinland).
NOCIRC ist ein Mitglied der International Coalition for Genital Integrity (ICGI).

## Ziele und Position
NOCIRC geht gegen die nicht-therapeutische Beschneidung von Kindern vor. Die Organisation schlägt vor, dass die Beschneidung nur durchgeführt wird, wenn:
- es absolut medizinisch notwendig ist und alternative, nicht-invasive Therapien erfolglos waren
- ein Erwachsener, der vollständig über die Risiken und Schäden einer Beschneidung informiert wurde, Zustimmung gibt.

Die Organisation kritisiert, dass Eltern vor der Beschneidung schlecht über die Prozedur und ihre Folgen aufgeklärt würden. Laut NOCIRC wird die Beschneidung ohne medizinische Notwendigkeit weltweit von keinem Ärzte-Dachverband empfohlen. Milos bezeichnet die Beschneidung Neugeborener als Menschenrechtsverletzung: durch die Beschneidung im Säuglingsalter werde dem Kind das Recht auf einen intakten Körper sowie die spätere freie Wahl seiner Religion genommen. Sie bezeichnet Parallelen zur Beschneidung weiblicher Genitalien als offensichtlich.
Milos führt zahlreiche weitere Argumente gegen Beschneidungen an, zum Beispiel das Risiko von Komplikationen, eine gestörte Mutter-Kind Bindung und postoperative (teils chronische) Schmerzen bzw. Beschwerden.
NOCIRC setzt sich ein für eine umfassende Aufklärung der Eltern und gegen eine Kostenübernahme der Operation durch eine Krankenkasse (in den USA: Medicaid) bzw. letztlich die Allgemeinheit.

## Publikationen
Ein Ziel ist es, die Öffentlichkeit über Komplikationen und negative Folgen der Beschneidung zu informieren. Veröffentlicht werden eine Reihe von Broschüren für Eltern über Säuglingsbeschneidungen, Pflege des Penis und mehrere verwandte Themen. NOCIRC publiziert auch einen Jahresbericht.

## Internationale Symposien

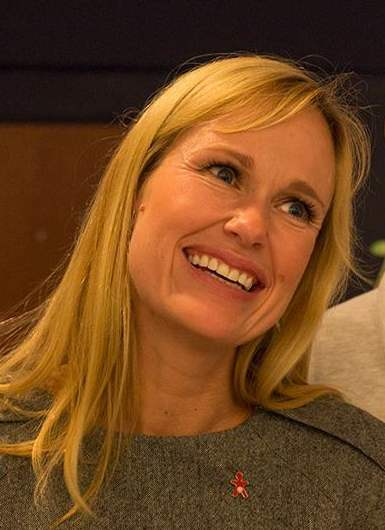
Anne Lindboe, Kinderbeauftragte der finnischen Regierung, auf dem Symposium in Helsinki, 2012

Seit 1989 organisiert NOCIRC internationale Symposien zum Themenbereich Beschneidung, Menschenrechte und genitale Unversehrtheit. Auf der ersten Versammlung in Anaheim, Kalifornien, wurde 1983 eine Erklärung über das Recht auf genitale Integrität veröffentlicht. Die zweite Tagung fand 1991 in San Francisco, die dritte Tagung an der University of Maryland 1994, die vierte Tagung 1996 an der Universität Lausanne, die fünfte Tagung 1998 an der University of Oxford, die sechste Tagung 2000 an der University of Sydney, die siebte Tagung 2002 an der Georgetown University, die achte Tagung 2004 an der Universität von Padua, die neunte Tagung 2006 an der University of Washington, die zehnte Tagung 2008 an der Keele University, England, und die elfte Tagung im Juli 2010 an der University of California in Berkeley statt. Auf dem zwölften Symposium in Helsinki im Oktober 2012, unter anderem mitgetragen von der Sexpo Foundation, wurde die gemeinsame Erklärung erneuert. Das 13. Symposium fand im Juli 2014 an der University of Colorado Boulder statt.